# 青貫浩之
青貫 浩之（あおぬき ひろゆき、1984年7月31日 - ）は、日本のラグビー指導者。現在慶應義塾體育會蹴球部の監督を務めている。

## プロフィール
- 茨城県鹿嶋市出身[1]。
- 現役時代のポジションはフランカー(FL)[2]。

## 来歴
2003年、清真学園高校卒業後、慶應義塾大学に入学。なお清真学園高校時代、高校日本代表に選ばれたことがある。
2006年、慶應義塾體育會蹴球部の主将に就任。
2007年、慶應義塾大学卒業後、味の素に入社。2019年、慶應義塾體育會蹴球部のFWコーチに就任。
2023年、監督に昇格。